# Daihatsu Cuore
El Daihatsu Cuore (ダイハツ・クオーレ, Daihatsu Kuōre) és un model de kei car o automòbil lleuger produït pel fabricant d'automòbils japonés Daihatsu entre els anys 1980 i 1989. El seu rival comercial fou el Suzuki Fronte.
El Cuore fou la berlina substituta a la gama dels kei del Daihatsu Fellow Max. Conviví amb el Daihatsu Mira quan aquest només era una versió enfocada al treball de baix cost del Cuore fins que, l'any 1989, Daihatsu agrupà totes les versions sota la denominació Mira.
A la Unió Europea, Cuore fou el nom que va predre la versió local del Daihatsu Mira des de 1980 fins a la desaparició de la marca al continent l'any 2013.

## Precedents (1977-1980)

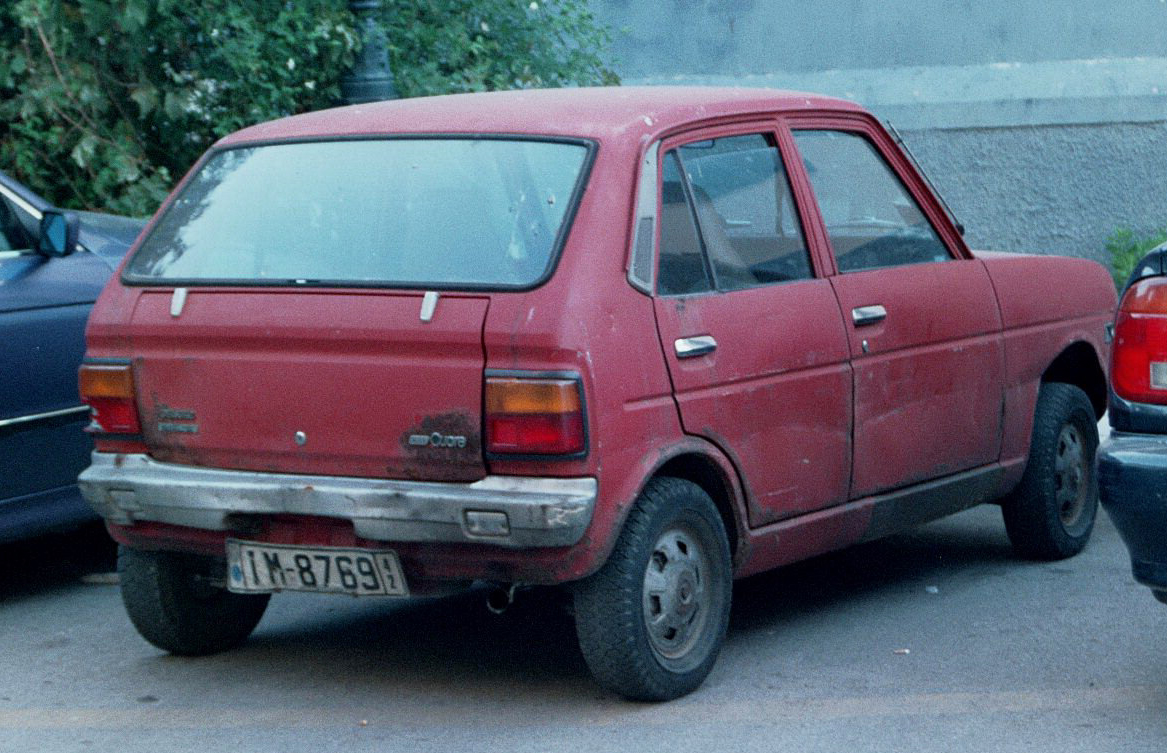
Max Cuore 4P

Entre els anys 1977 i 1980, la segona generació del Daihatsu Fellow, el Fellow Max, es comercialitzà amb el nom de Max Cuore. Aquest canvi de denominació va vindre motivat pels canvis produïts per les noves regulacions sobre kei cars. Els principals canvis foren el nou motor, que passava des 360 centímetres cúbics als 550 i una nova carrosseria que, tot i ser estèticament idèntica a l'anterior, era més llarga i habitable. El Max Cuore va estar sempre dispobible en carrosseria berlina de dos i quatre portes i en carrosseria familiar de tres.

## Primera generació (1980-1985)

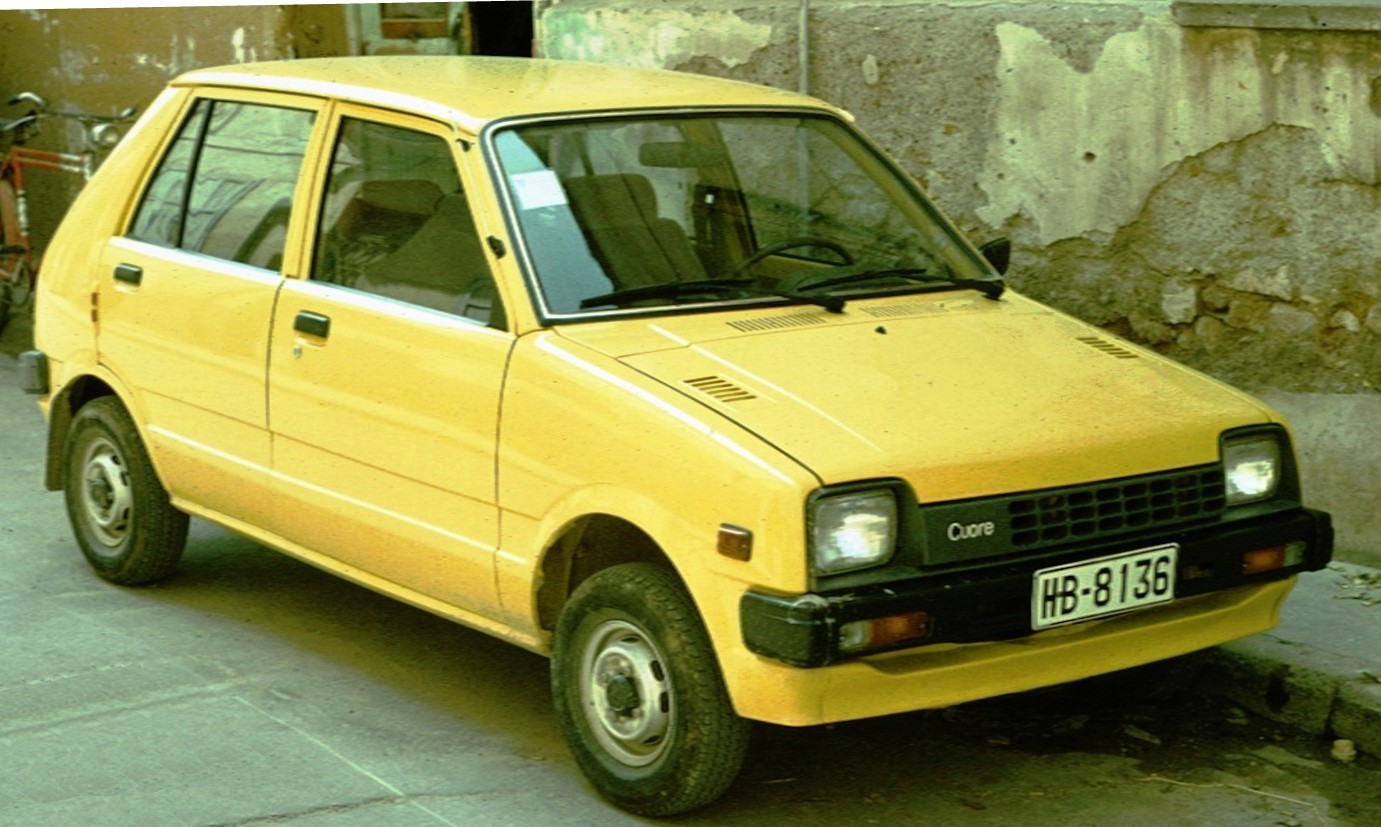
Cuore (1982)

La primera generació del Daihatsu Cuore va eixir al mercat el juliol de 1980 per tal de substituï el Daihatsu Max Cuore. Alhora, va eixir el seu germà besó, el Daihatsu Mira (anomenat inicialment Mira Cuore), una versió de baix cost enfocada a l'activitat professional. El Mira, més econòmic comercial i fiscalment, aviat va llevar-li tot el protagonisme al Cuore, que era el producte central de la gama. Tot i que el Mira només es trobava disponible en carrosseria berlina de tres portes, el Cuore estava disponible en carrosseria de tres i cinc portes. Cap al final de la seua vida comerical s'afegí una versió amb tracció a les quatre rodes i una altra amb turbocompressor que ja existien al Mira des de 1983.

## Segona generació (1985-1989)
La segona generació del Daihatsu Cuore arribà als concesionaris l'any 1985 com a reemplaçament de la primera. Equipva una motorització SOHC de tres cilíndres en línia atmosfèrica que produïa 34 cavalls de potència o amb turbocompressor, pujant fins als 52 cavalls. Com ja passà a la primera generació, en aquesta segona el model besó Mira continuà sent el més venut en comparació al Cuore. Els models amb carrosseria de tres portes presentaven els següents nivells d'equipament: "TA", "TC" i "TC-X" i els de cinc portes "CA", "CG", "CX" i "Turbo CR". Inicialment, a excepció dels "TC-X" i "Turbo CR", els frens davanters eren de tambor. A diferència del Mira, només els Cuore "TC", "CG" i "CX" podien equipar transmissió automàtica.
L'abril de 1986 es presenta el nivell "Gran", el Cuore top de gama i molt millor equipat que el Mira per tal de diferenciar-lo d'aquest. Les millores d'equipament eren: rodes de 12 polzades, espills retrovisors amb comandament remot i frens davanters de disc de sèrie, així com la possibilitat de triar entre una transmissió manual de quatre o cinc velocitats o una automàtica de dues. A l'agost de 1987 el model va rebre un lleuger redisseny estètic. Un mes després es presenta l'edició especial "Coty 80" (tant al Cuore com al Mira) per celebrar el huitanta aniversari de Daihatsu i que inclou aire condicionat. L'octubre de 1988 es va realitzar una sèrie de modificacions com ara una caixa automàtica de tres velocitats, equipament de seguretat de sèrie, frens davanters de disc i pneumàtics de 12' als nivells "CX" i "TC". Alhora, es suprimeix el nivell "TC-X" al fussionar-se amb el "TC". Finalment, a l'abril de 1989 les denominacions Cuore i Mira s'unificaren sota la darrera.

## Models d'exportació (1980-2013)

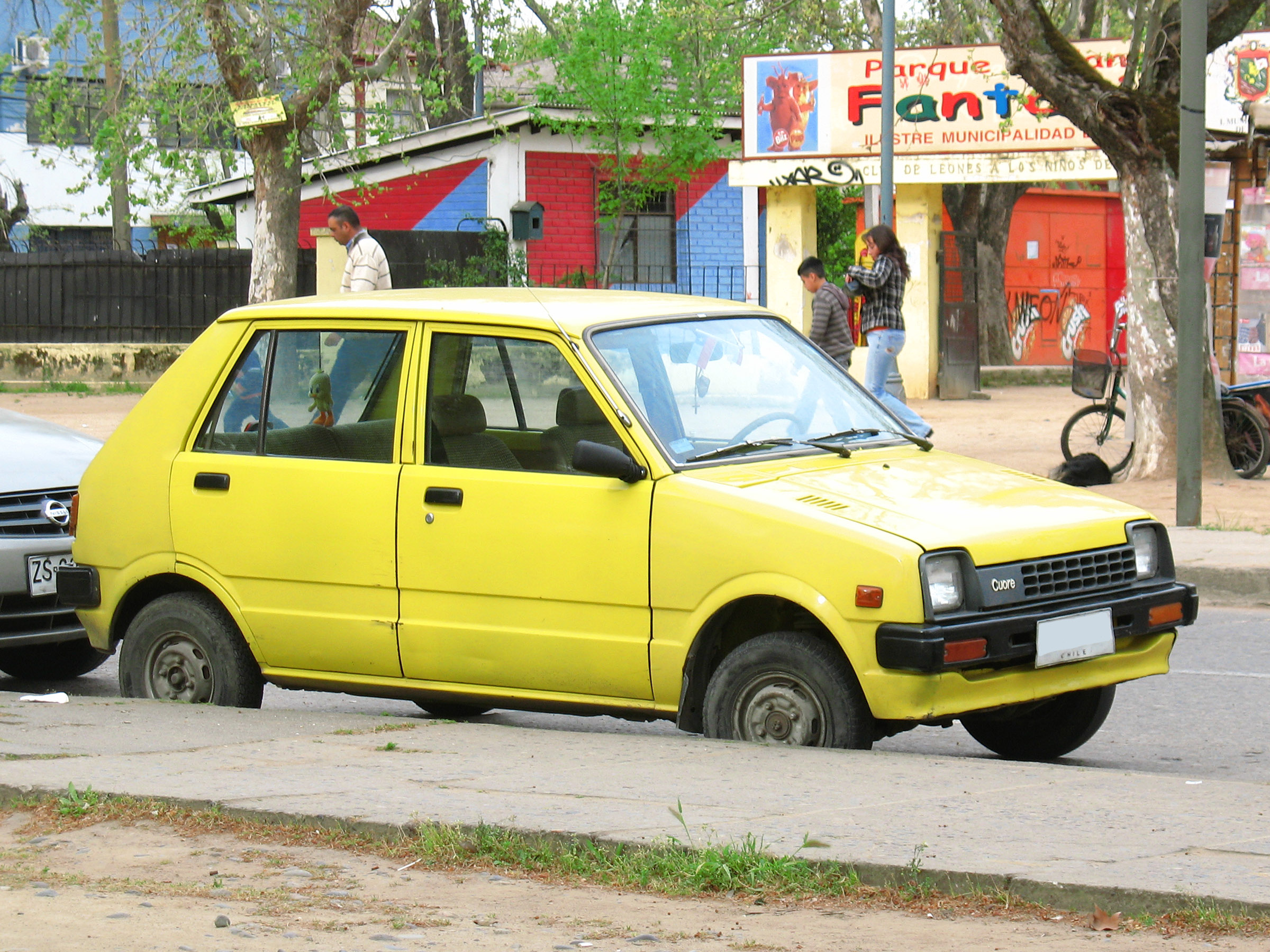
Cuore (1980-1985)
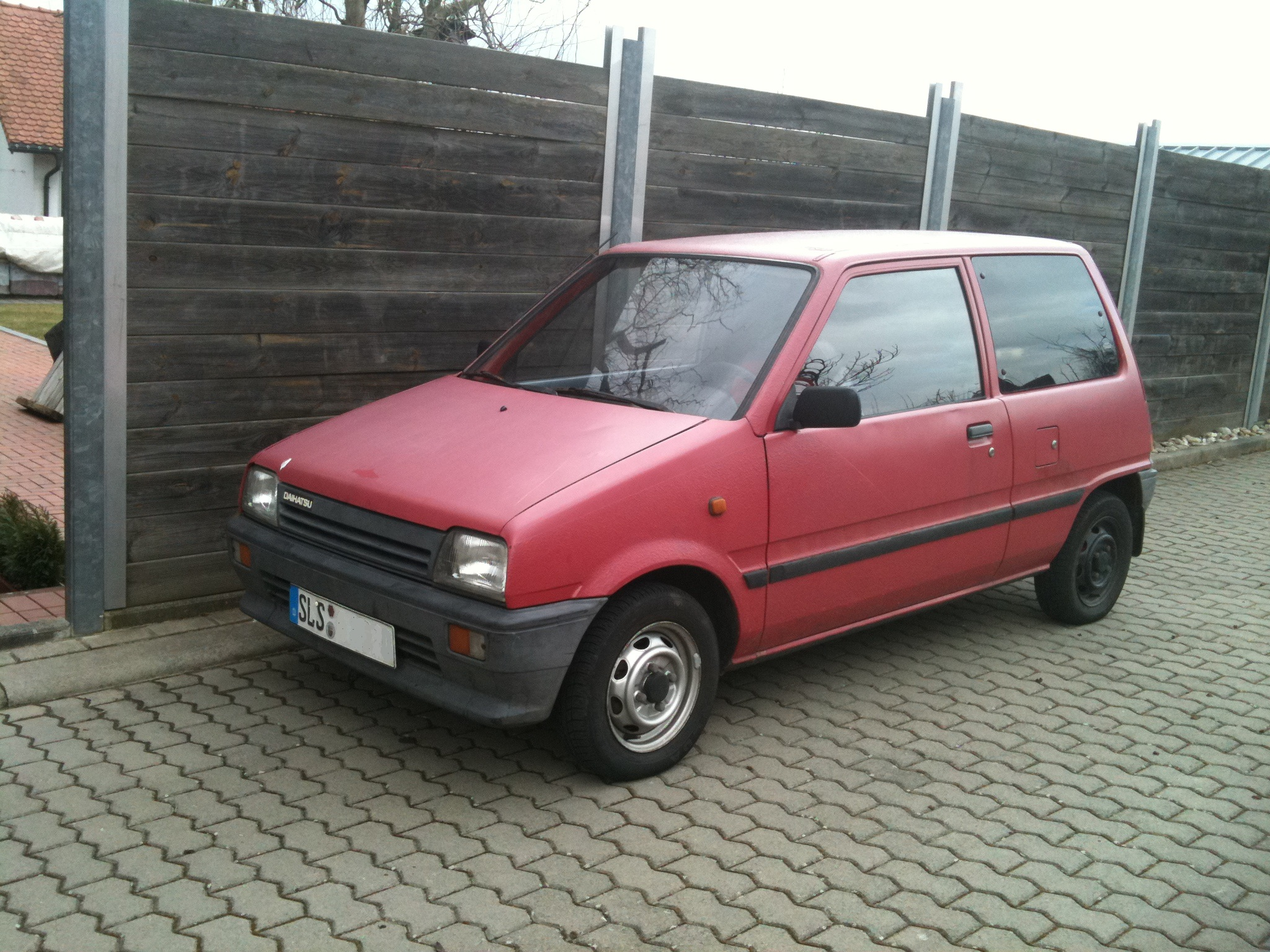
Cuore (1985-1990)
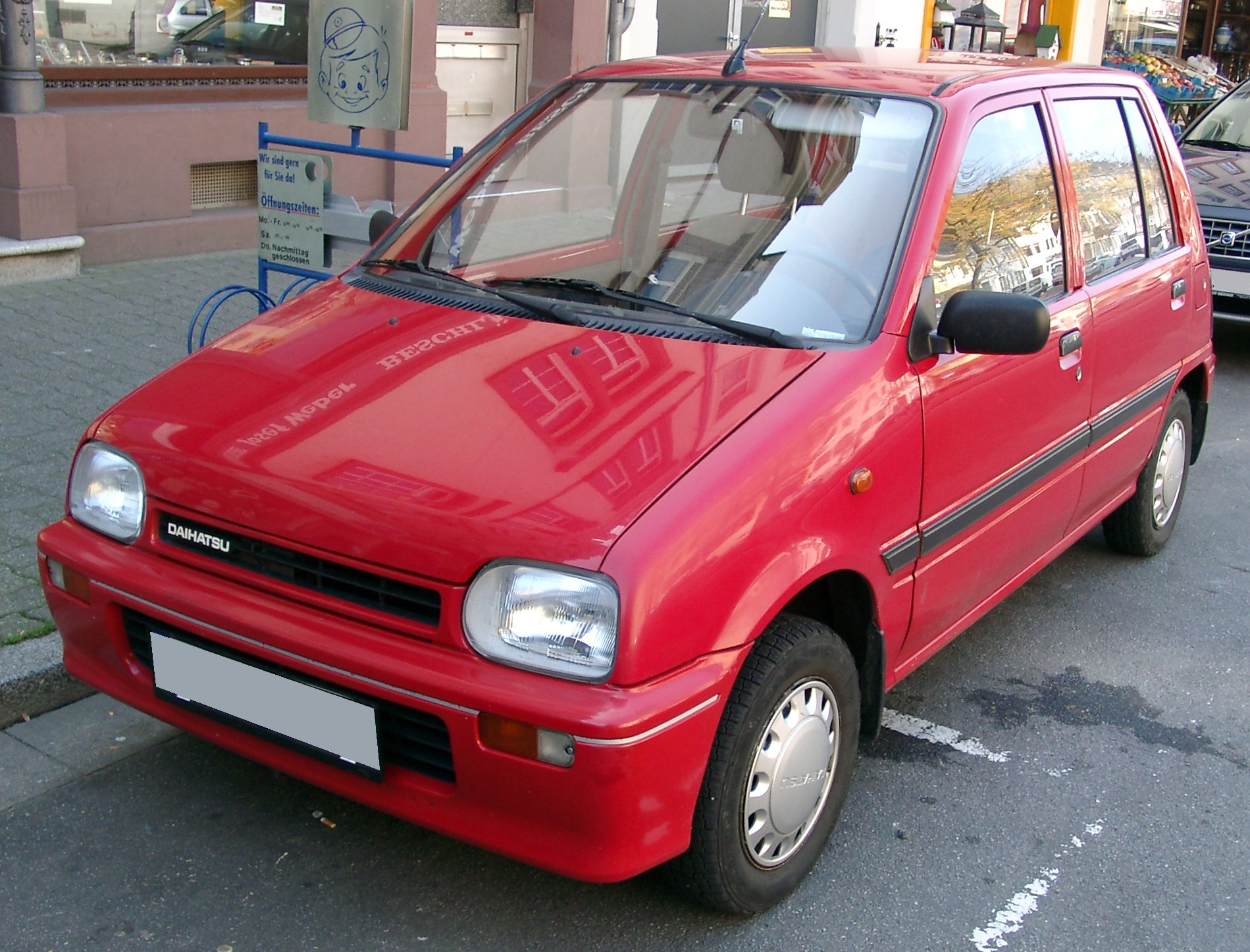
Cuore (1990-1995)
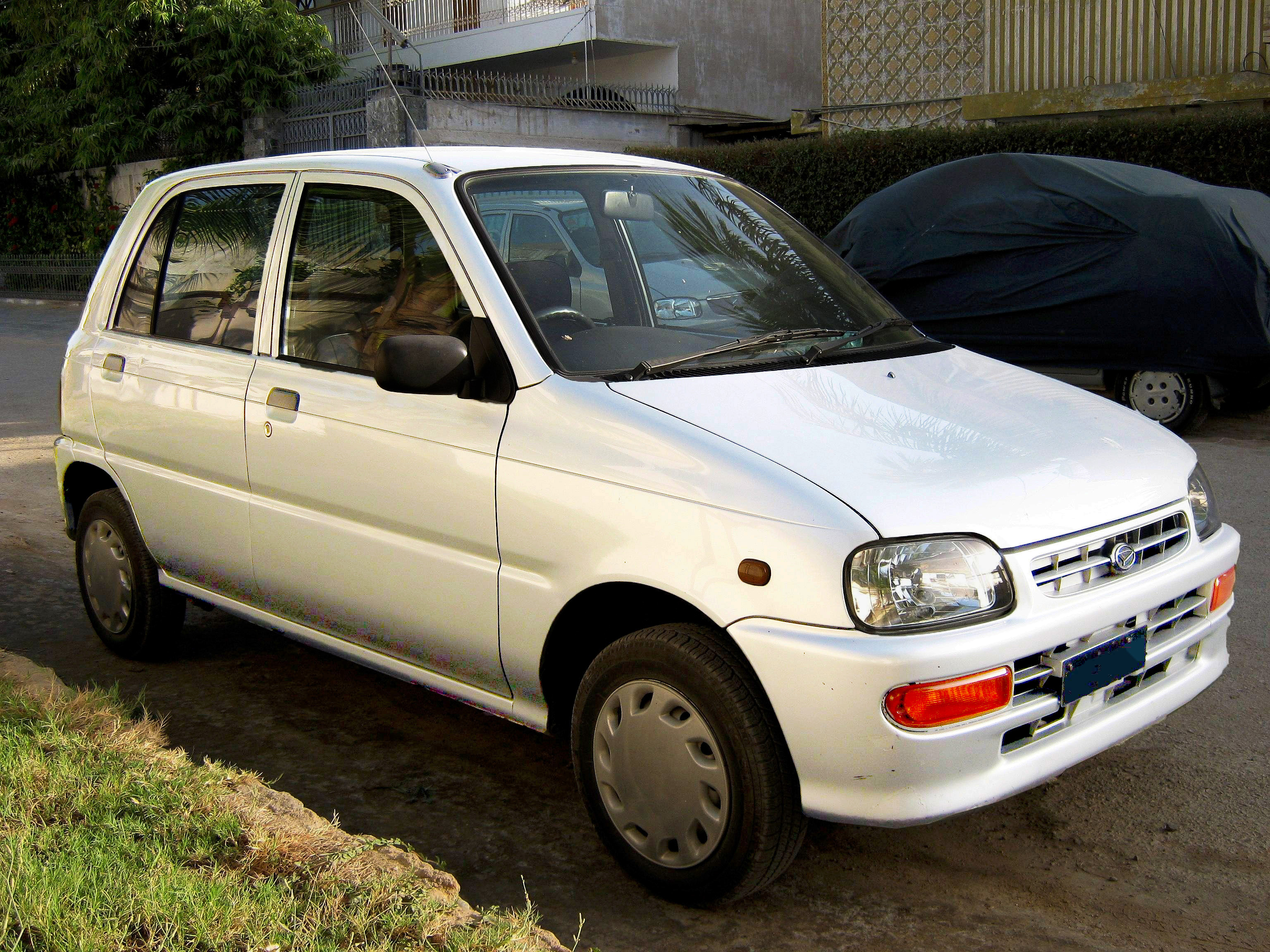
Cuore (1995-2000)
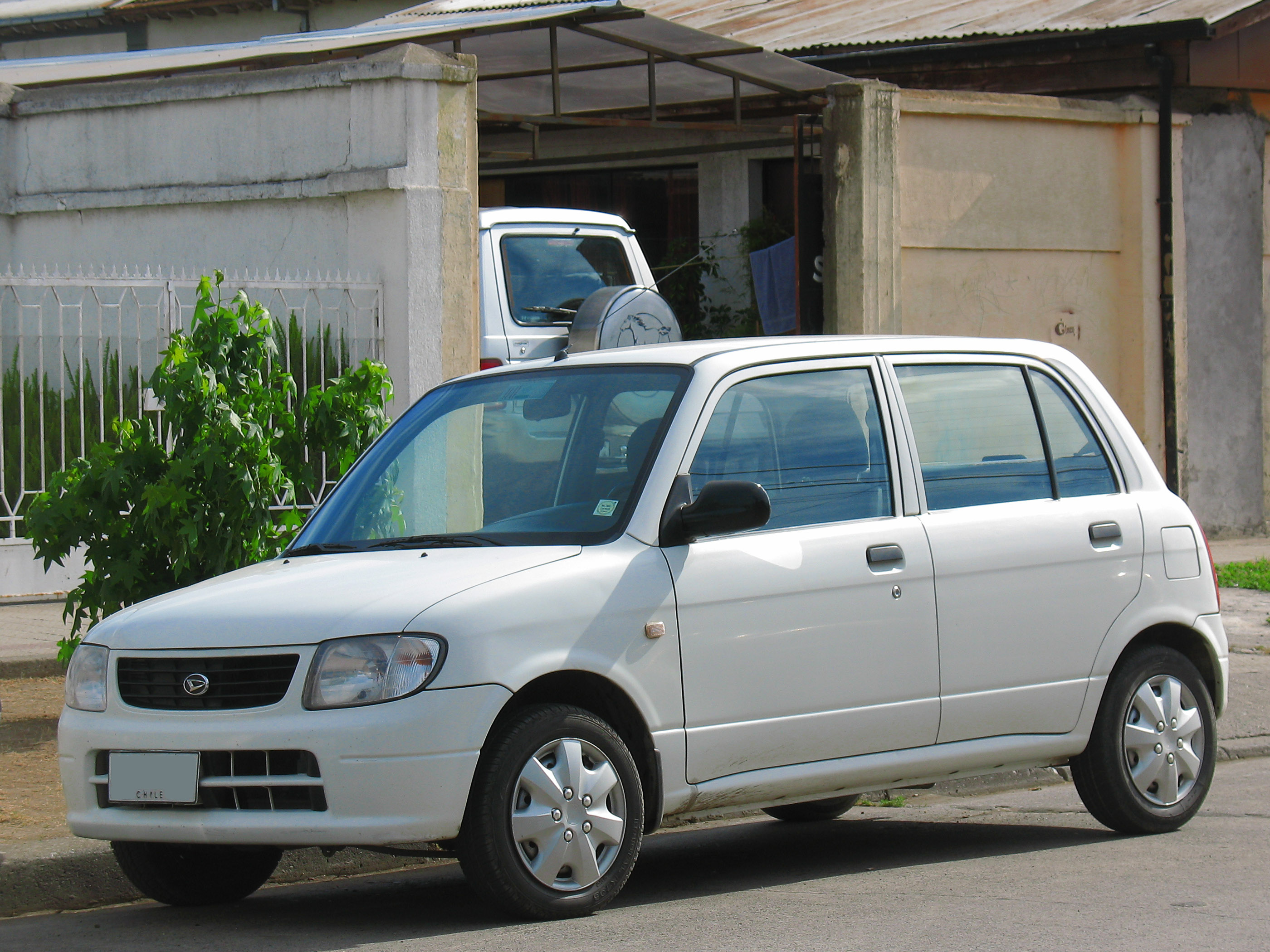
Cuore (1999-2004)
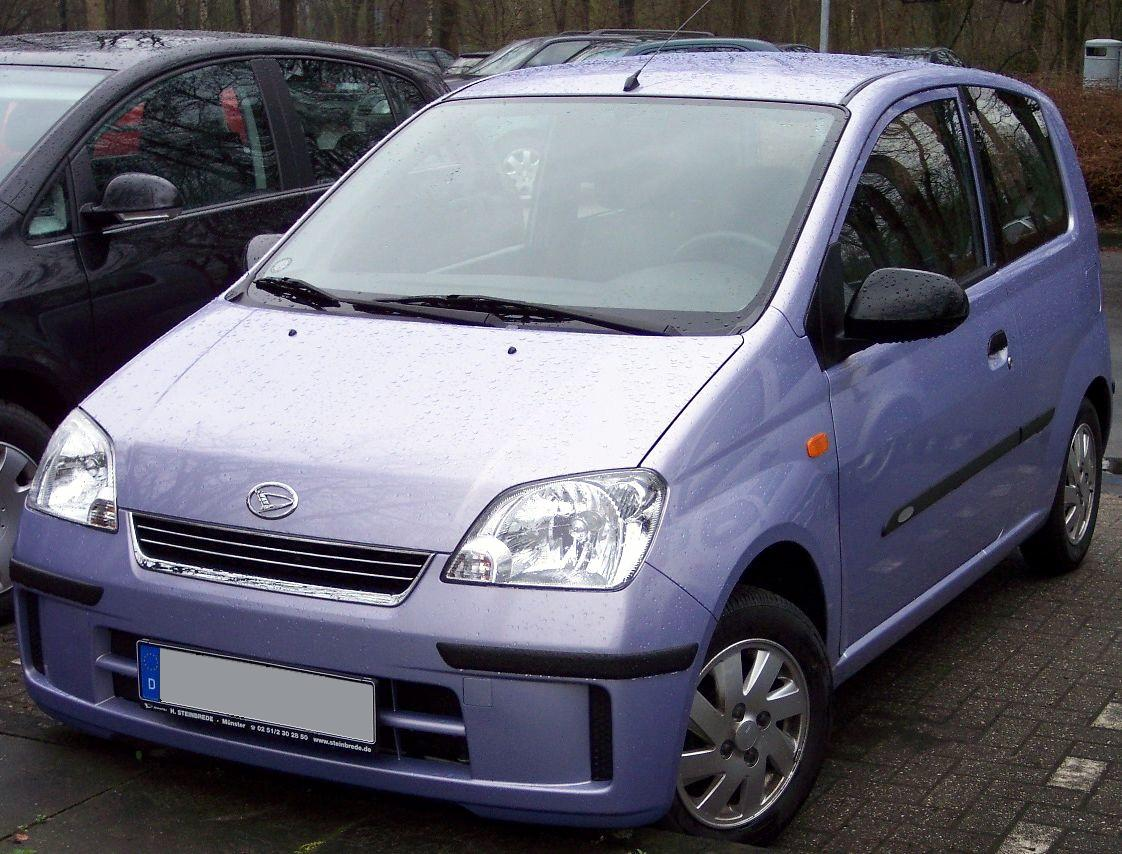
Cuore (2003-2007)
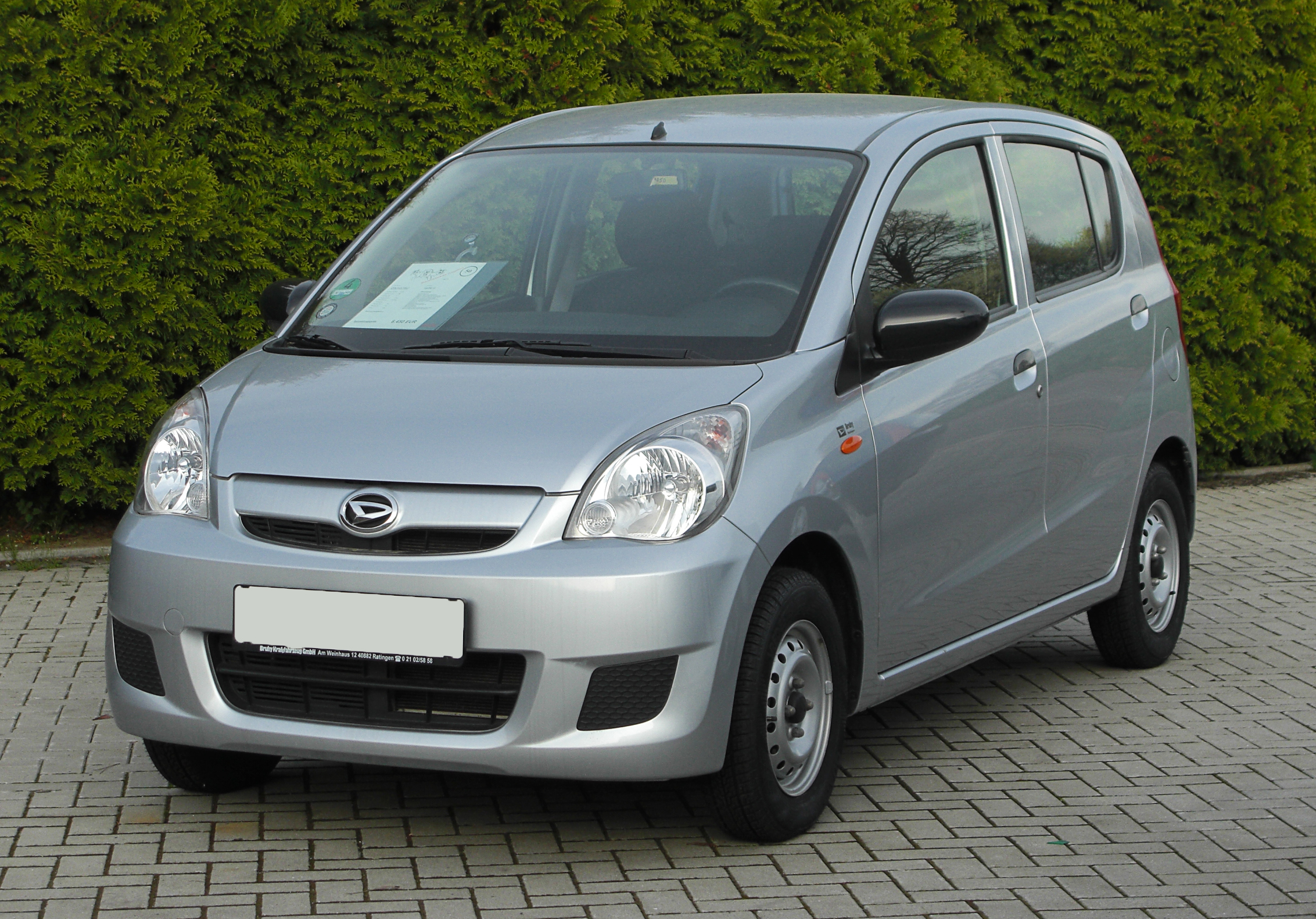
Cuore (2007-2012)